# Alexander von Koller
Alexander Freiherr von Koller (ur. 3 czerwca 1813 w Pradze, zm. 29 maja 1890 w Baden) – oficer Armii Austro-Węgier w stopniu generała kawalerii, generał-głównodowodzący w Pradze i Pressburgu, minister wojny Austro-Węgier w latach 1874-1876.

## Życiorys
W 1829 roku, po ukończneiu Technicznej Akademii Wojskowej rozpoczął służbę w 9. Pułku Huzarów. W 1831 roku awansował na stopień podporucznika (niem. Leutnant). W trackie Wiosny Ludów jako kapitan uczestniczył w walkach z Piemontczykami, między innymi w bitwie pod Custozą. Po zakończeniu konfliktu został awansowany do stopnia majora i służył kolejno w 4., 12. i 5. Pułku Huzarów, którego został dowódcą w stopniu pułkownika (niem. Oberst). W 1859 roku, już w stopniu generała majora (niem. Generalmajor), brał udział w wojnie francusko-austriackiej. Wyróżnił się w bitwach pod Magentą i Solferino, za co został odznaczony przez cesarza Franciszka Józefa kawalerią Orderu Leopolda z dekoracją wojenną. Następnie objął dowóztwo nad brygadą kawalerii na Węgrzech. W trackie konfliktu prusko-austriackiego pełnił funkcję brygadiera w 2. Korpusie i przypocznego dowódcy tego korpusu FZM Carla Thun-Hohenstein. Za swoje zasługi otrzymał Order Korony Żelaznej II klasy z dekoracją wojenną. W 1868 roku został, w stopniu marszałka polnego porucznika (niem. Feldmarschalleutnant), generałem-głównodowodzącym (niem. Comandirender General) w Pradze. W 1870 roku został mianowany głównodowodzącym w Pressburgu i na tym stanowisku udało mu się opanować niepokoje społeczne panujące w regionie poprzez skuteczne egzekwowanie zapisów Konstytucji Austro-Węgier. W 1874 roku, jako generał kawalerii (niem. General der Cavalerie), został ministrem wojny Austro-Węgier. Jednym z jego sukcesów na tym stanowisku było wprowadzenie na wyposażenie armii dział ze stali brązowej i granatu pierścieniowego, które były dziełem FML Franza von Uchatiusa. W 1876 roku, ze względu na stan zdrowia przeszedł w stan spoczynku. Za zasługi dla państwa i dworu, 20 czerwca 1876 roku, został odznaczony przez cesarza Franciszka Józefa Krzyżem Wielkim Orderu Świętego Stefana oraz mianowany dożywotnim członkiem Izby Panów. Od 1875 roku był szefem 8. Pułku Huzarów.

## Odznaczenia
Odznaczenia von Kollera to między innymi:
- Krzyż Wielki Orderu Świętego Stefana
- Krzyż Wielki Orderu Leopolda
- Kawaler Orderu Korony Żelaznej I klasy
- Kawaler Orderu Korony Żelaznej II klasy z dekoracją wojenną
- Kawaler Orderu Leopolda z dekoracją wojenną
- Order Świętej Anny II klasy w brylantach (Imperium Rosyjskie)
- Order Świętego Włodzimierza III klasy (Imperium Rosyjskie)
- Order Świętego Stanisława III klasy (Imperium Rosyjskie)
- Krzyż Wielki Orderu Domowego i Zasługi Księcia Piotra Fryderyka Ludwika (Oldenburg)